# Wędka spławikowa
Wędka spławikowa – rodzaj wędki stosowany w wędkarstwie podczas połowu metodą spławikową. Odznacza się znaczną długością i relatywnie małą masą rzutową.

## Rodzaje i zastosowanie wędek spławikowych
Można wyróżnić wiele rodzajów wędek spławikowych. Są to między innymi:
- bolonki – wędki stosowane do metody bolońskiej;
- odległościówki (matchowe) – wędki stosowane do metody odległościowej zwanej angielską;
- baty – wędki najczęściej teleskopowe bez kołowrotka stosowane do połowu białorybu metodą pełnego zestawu;
- tyczki – wędki wyczynowe nasadowe z topem, stosowane podczas połowu zestawem skróconym, wyposażone w pustą szczytówkę z amortyzatorem gumowym, zazwyczaj o znacznej długości (do 16 m; na zawodach długość ograniczona jest do 13 m dla seniorów);
- inne wędki teleskopowe, stosowane przy połowach różnych ryb metodami spławikowymi i gruntowymi.

## Materiały
Niegdyś wędki spławikowe robiono z włókna szklanego. Obecnie zostało ono wypartne przez włókno węglowe. Włókno szklane pozostało jedynie w produkcji tanich wędek. Włókno węglowe jest lżejsze i bardziej sztywne, co jest przydatne w przypadku długich wędek. Przy szklanych blankach, wędzisko było ciężkie, źle wyważone i trudno się nim operowało, ponieważ uginało się pod własną masą – zwisało. Ponadto silny boczny wiatr wyginał wędzisko i utrudniał, lub wręcz nawet uniemożliwiał łowienie. Innym rozwiązaniem jest węglowe wędzisko z pustą szczytówką, w której zamontowany jest amortyzator gumowy lub lateksowy, co zapewnia mu sztywność i jednocześnie tłumi zrywy ryby.